# Juraj Vraňuch
Juraj Vraňuch (10. prosince 1930 - 2004) byl slovenský a československý politik Komunistické strany Slovenska a poslanec Sněmovny národů Federálního shromáždění za normalizace.

## Biografie
K roku 1971 se profesně uvádí jako podnikový ředitel státních statků. Ve volbách roku 1971 zasedl do slovenské části Sněmovny národů (volební obvod č. 137 - Michalovce, Východoslovenský kraj). Ve Federálním shromáždění setrval do konce funkčního období, tedy do voleb roku 1976.